# Tom Scavo
Thomas Scavo alias Tom est le nom d'un personnage fictif du feuilleton Desperate Housewives joué par Doug Savant, il est l'époux de Lynette Scavo.

## Histoire du personnage

### Saison 1
Dans la saison 1, Tom est souvent parti en voyage contre le gré de Lynette Scavo, sa femme. Quand son père, Rodney Scavo arrive à Wisteria Lane, Tom lui révèle qu'il cachait un secret à sa femme.
Alors qu'il était sur le point d'être promu, il perdit cette promotion qui fut remise à Annabel Foster, son ancienne petite amie ; cette promotion lui a été retirée quand Lynette s'est plainte à la femme du directeur de ne plus du tout pouvoir voir son mari s'il avait ce poste. C'est alors que Tom décida ne plus travailler pour s'occuper de la maison alors que Lynette reprenait son travail, stoppée quand elle eut les jumeaux.

### Saison 2
À la moitié de la deuxième saison, il décida de retourner travailler, dans la même entreprise que sa femme.
Cependant, quand le patron de Lynette, Ed Ferrera demanda à celle-ci d'envoyer des messages coquins à sa femme dans le but de l'exciter et de renouer la relation, qui était sur le point de se briser, elle exagéra en affirmant qu'Ed, absent à ce moment-là, lui fera à nouveau la position sexuelle lors de leur lune de miel. L'affaire tourne mal avec sa femme, et après avoir révélé la supercherie à celle-ci, Ed se voit dans l'obligation d'accuser une autre personne que Lynette dont il a besoin, et choisit alors Tom, sous peine que sa femme ne rompe. Énervé par cette décision, Tom le frappe, ce qui cause son renvoi.
Plus tard, les nombreux voyages de Tom à Atlantic City inquiètent Lynette, ce qui la pousse à l'espionner afin de savoir ce qu'il fait. C'est là qu'elle découvre Tom avec une autre femme : sur le choc, Lynette retourne dans la voiture pour pleurer.
On apprend plus tard qu'il s'agit de Nora Huntington, une femme qui eut une relation sans lendemain avec Tom bien avant sa rencontre avec Lynette. Leurs rapports sexuels provoquèrent la grossesse de Nora, alors que Tom était reparti. Nora donna naissance à Kayla, d'où les nombreux voyages de Tom qui souhaite voir la fille dont il ne connaissait pas l'existence.

### Saison 3
Au début de la saison, Nora, jalouse de Lynette, tenta de mettre le grappin sur Tom mais échoua.
Après que Lynette lui demanda d'accomplir son vœu le plus cher, Tom lui dit qu'il voulait ouvrir une pizzeria. Cependant, Nora joue un double-jeu en affirmant à Lynette qu'il s'agissait d'une très mauvaise idée, tandis qu'elle dit le contraire à Tom dans le but de l'éloigner de sa femme. Nora ira jusqu'à embrasser Tom mais ce dernier la repousse.
Tom et Lynette essaient alors d'obtenir la garde de Kayla. Mais Nora est tuée lors d'une prise d'otage. Lynette a promis à cette dernière de s'occuper de sa fille. Quand Tom demande à sa fille pourquoi elle se comportait mal avec Lynette, celle-ci répondit qu'elle l'accusait d'être responsable de la mort de sa mère, Tom lui rétorque que c'était bien plus compliqué que ça. Kayla lui dit qu'elle n'aimera jamais Lynette et que Tom ne pouvait pas la forcer.
Par la suite, il embaucha sa femme, qui a démissionné expressément, comme manager de la pizzeria qui réussit sa soirée d'ouverture. Tom eut un blocage de dos, seul, pendant un soir, alors qu'il était en train de partir de la pizzeria. Pour assurer l'intérim, Lynette embaucha Rick, un sous-chef d'un excellent hôtel, en tant que manager. Cependant, elle commença à avoir des sentiments à son égard, ce qui dérangea Tom et lui poussa à reprendre le travail plus tôt que prévu, contre le gré de Lynette.
Durant une nuit, alors qu'ils étaient en train de dîner de façon romantique, la pizzeria fut cambriolée et Rick et Lynette se retrouvèrent dans la chambre froide où ils se rapprochèrent. Tom les sortit de là mais il s'aperçut, en voyant l'enregistrement de la caméra surveillance, que Lynette et Rick étaient très proches. À la suite de cela, il demanda à ce dernier de s'éloigner de sa femme et de quitter le restaurant. Lynette fut contrainte de renvoyer Rick, qui lui apprit que Tom lui avait justement demandé de quitter la pizzeria.
Le mariage de Tom et Lynette se détériora encore plus, ce qui poussa Tom à engager un conseiller conjugal, en faisant croire à Lynette qu'il s'agissait d'un simple nouvel employé de la pizzeria. Ce dernier demanda la nature des rapports entre Rick et Lynette mais Lynette refusa de répondre.
Durant un soir, Tom demanda à sa femme de choisir entre avoir un rapport sexuel ou dire la vérité sur ses sentiments pour Rick. Elle choisit le rapport sexuel et commença à devenir violente avec Tom, ce qui réveilla sa douleur au dos. Sur le coup, Tom la bouscula mais Lynette se cogna la tête contre la table de chevet. Finalement, ils se réconcilièrent à l'hôpital mais il apprit que sa femme était atteinte d'un cancer.

### Saison 4
Dans le début de la saison, Tom cache le cancer de Lynette, à ses voisins et à leurs enfants. Plus tard, Tom et Lynette ont des problèmes lors de leurs relations sexuelles car il est troublé par la calvitie de Lynette. Finalement, pour pimenter leurs ébats, Lynette se déguise en portant de longues perruques charnelles. Mais Tom se rend vite compte qu'il aime Lynette comme elle est, sans artifice. Le jour où la tornade s'abat sur Wisteria Lane Tom, Lynette et leurs enfants trouvent refuge dans la cave de Karen McCluskey, un peu contre le gré de cette dernière, excédée par le bruit que font les petits Scavo. Ida Greenberg, elle aussi réfugiée dans la cave, a amené son chat, Tobby. Tom, allergique aux poils de chat, fait une crise d'asthme, Ida et Karen ayant refusé de transporter le chat à l'étage. Lynette essaie alors de se débarrasser de Tobby mais Karen le découvre et, par mégarde, laisse le chat s'enfuir dehors. Karen décide de vaincre les vents violents pour ramener le chat en lieu sûr. Mais la tornade approche à grands pas et Lynette et Karen n'ont plus le temps de retourner chez cette dernière. Elles décident de se réfugier chez Lynette. Mais Ida, Tom et les enfants sont encore chez Karen… Et quelle n'est pas la terrifiante surprise pour Lynette quand elle découvre, une fois la tornade passée, que la maison de Karen s'est tout bonnement… écroulée. Cela étant, on découvre lors de l'épisode suivant que les Scavo ont survécu à la catastrophe, et ce grâce à Ida Greenberg qui leur ordonna de se cacher sous les escaliers de la cave. Mais il n'y avait pas de place pour tous, et Ida se sacrifia pour les Scavo.

### Saisons 5 et 7
Cinq ans sont passés. Tom continue de diriger la pizzeria mais, depuis la crise, les affaires marchent mal. Il finit par accepter de fermer. Par la suite, Tom a des lubies qui déplaisent à sa femme Lynette, comme retourner à la fac pour apprendre le chinois ou former un groupe de rock. Il veut aussi acheter un camping car et partir un an avec toute sa famille. Il va finir par monter un groupe de rock avec les autres hommes du quartier. 
Dans la saison 7, il accueille sa mère Allison mais ça tourne mal et cette dernière est envoyée en maison de retraite. Puis Tom a une promotion et gagne ainsi plus d'argent. À la fin de la saison, ses disputes avec Lynette sont trop présentes : ils décident donc de se séparer.

### Saison 8
Toutes les storylines de Lynette dans la saison 8 sont basées sur l'effondrement de leur couple. Manifestement au début de la saison, Tom rencontre Jane, une femme divorcée, médecin et qui sait parler français. Lynette soupçonne que Tom ait rencontré quelqu'un d'autre et au début elle croit que Tom sort avec la fille de Jane, Chloé, qui est une bimbo mais elle découvre à la fin du 8.04 que l'autre femme est Jane. Dans l'épisode 9, Jane et Tom doivent partir à Paris mais Tom est contraint de rester à Fairview quand Lynette lui avoue qu'elle est complice d'un meurtre et sur le point d'aller en prison. On aurait cru que le couple allait se reconstituer dans le 8.10, mais finalement Tom rejoint Jane à Paris et ils prolongent leur séjour: ils vont à Londres. Lorsque Tom rentre, les jumeaux sont revenus à la maison et Porter a eu un enfant avec Julie. Un épisode plus tard, c'est l'anniversaire de Penny et Lynette y découvre que Tom et Jane vont habiter ensemble, elle qui croyait que c'était juste une séparation d'essai. Lynette met ensuite en place des plans pour récupérer Tom (l'appater avec du bœuf bourguignon, l'éloigner de Jane en l'envoyant en voyage, lui faire son gâteau vert préféré) mais Jane, tenace, fait signer à Tom les papiers du divorce jusqu'à ce qu'elle se rende compte que Tom aime toujours Lynette. Il rompt avec elle et veut retourner vers Lynette mais il y a un malentendu car Tom la voit avec un homme mais ce n'était que Lee qui lui attachait une robe. Mais heureusement, Roy lui fait comprendre qu'il faut dire les choses essentielles pendant qu'il en est encore temps. Il va donc vers Lynette et lui clame son amour, puis ils s'embrassent langoureusement dans la rue. Après, Katherine Mayfair propose à Lynette un travail à New York et le couple y déménage et prend un appartement avec vue sur Central Park.

## Arbre généalogique
|  |  |  |  |  |  |                 |                 |                 |                 |                 |                 |                   |                   |                   |                   | Allison Scavo     | Allison Scavo     | Allison Scavo | Allison Scavo | Allison Scavo | Allison Scavo |             |             |             |             |                              |  |           |           |           |           |              |              |              |              | Rodney Scavo | Rodney Scavo | Rodney Scavo | Rodney Scavo | Rodney Scavo  | Rodney Scavo  |               |               |               |               |               |               |              |              |              |              |              |              |  |  |             |             |             |             |             |             |  |  |             |             |             |             |             |             |  |  |                       |                       |                       |                       |                       |                       |
|  |  |  |  |  |  |                 |                 |                 |                 |                 |                 |                   |                   |                   |                   | Allison Scavo     | Allison Scavo     | Allison Scavo | Allison Scavo | Allison Scavo | Allison Scavo |             |             |             |             |                              |  |           |           |           |           |              |              |              |              | Rodney Scavo | Rodney Scavo | Rodney Scavo | Rodney Scavo | Rodney Scavo  | Rodney Scavo  |               |               |               |               |               |               |              |              |              |              |              |              |  |  |             |             |             |             |             |             |  |  |             |             |             |             |             |             |  |  |                       |                       |                       |                       |                       |                       |
|  |  |  |  |  |  |                 |                 |                 |                 |                 |                 |                   |                   |                   |                   |                   |                   |               |               |               |               |             |             |             |             |                              |  |           |           |           |           |              |              |              |              |              |              |              |              |               |               |               |               |               |               |               |               |              |              |              |              |              |              |  |  |             |             |             |             |             |             |  |  |             |             |             |             |             |             |  |  |                       |                       |                       |                       |                       |                       |
|  |  |  |  |  |  | Nora Huntington | Nora Huntington | Nora Huntington | Nora Huntington | Nora Huntington | Nora Huntington |                   |                   |                   |                   |                   |                   |               |               |               |               |             |             |             |             |                              |  | Tom Scavo | Tom Scavo | Tom Scavo | Tom Scavo | Tom Scavo    | Tom Scavo    |              |              |              |              |              |              |               |               | Lynette Scavo | Lynette Scavo | Lynette Scavo | Lynette Scavo | Lynette Scavo | Lynette Scavo |              |              |              |              |              |              |  |  |             |             |             |             |             |             |  |  |             |             |             |             |             |             |  |  |                       |                       |                       |                       |                       |                       |
|  |  |  |  |  |  | Nora Huntington | Nora Huntington | Nora Huntington | Nora Huntington | Nora Huntington | Nora Huntington |                   |                   |                   |                   |                   |                   |               |               |               |               |             |             |             |             |                              |  | Tom Scavo | Tom Scavo | Tom Scavo | Tom Scavo | Tom Scavo    | Tom Scavo    |              |              |              |              |              |              |               |               | Lynette Scavo | Lynette Scavo | Lynette Scavo | Lynette Scavo | Lynette Scavo | Lynette Scavo |              |              |              |              |              |              |  |  |             |             |             |             |             |             |  |  |             |             |             |             |             |             |  |  |                       |                       |                       |                       |                       |                       |
|  |  |  |  |  |  |                 |                 |                 |                 |                 |                 |                   |                   |                   |                   |                   |                   |               |               |               |               |             |             |             |             |                              |  |           |           |           |           |              |              |              |              |              |              |              |              |               |               |               |               |               |               |               |               |              |              |              |              |              |              |  |  |             |             |             |             |             |             |  |  |             |             |             |             |             |             |  |  |                       |                       |                       |                       |                       |                       |
|  |  |  |  |  |  |                 |                 |                 |                 |                 |                 |                   |                   |                   |                   |                   |                   |               |               |               |               |             |             |             |             |                              |  |           |           |           |           |              |              |              |              |              |              |              |              |               |               |               |               |               |               |               |               |              |              |              |              |              |              |  |  |             |             |             |             |             |             |  |  |             |             |             |             |             |             |  |  |                       |                       |                       |                       |                       |                       |
|  |  |  |  |  |  |                 |                 |                 |                 |                 |                 | Kayla Hungtington | Kayla Hungtington | Kayla Hungtington | Kayla Hungtington | Kayla Hungtington | Kayla Hungtington |               |               | Julie Mayer   | Julie Mayer   | Julie Mayer | Julie Mayer | Julie Mayer | Julie Mayer |                              |  |           |           |           |           | Porter Scavo | Porter Scavo | Porter Scavo | Porter Scavo | Porter Scavo | Porter Scavo |              |              | Preston Scavo | Preston Scavo | Preston Scavo | Preston Scavo | Preston Scavo | Preston Scavo |               |               | Parker Scavo | Parker Scavo | Parker Scavo | Parker Scavo | Parker Scavo | Parker Scavo |  |  | Penny Scavo | Penny Scavo | Penny Scavo | Penny Scavo | Penny Scavo | Penny Scavo |  |  | Paige Scavo | Paige Scavo | Paige Scavo | Paige Scavo | Paige Scavo | Paige Scavo |  |  | Patrik Scavo (décédé) | Patrik Scavo (décédé) | Patrik Scavo (décédé) | Patrik Scavo (décédé) | Patrik Scavo (décédé) | Patrik Scavo (décédé) |
|  |  |  |  |  |  |                 |                 |                 |                 |                 |                 | Kayla Hungtington | Kayla Hungtington | Kayla Hungtington | Kayla Hungtington | Kayla Hungtington | Kayla Hungtington |               |               | Julie Mayer   | Julie Mayer   | Julie Mayer | Julie Mayer | Julie Mayer | Julie Mayer |                              |  |           |           |           |           | Porter Scavo | Porter Scavo | Porter Scavo | Porter Scavo | Porter Scavo | Porter Scavo |              |              | Preston Scavo | Preston Scavo | Preston Scavo | Preston Scavo | Preston Scavo | Preston Scavo |               |               | Parker Scavo | Parker Scavo | Parker Scavo | Parker Scavo | Parker Scavo | Parker Scavo |  |  | Penny Scavo | Penny Scavo | Penny Scavo | Penny Scavo | Penny Scavo | Penny Scavo |  |  | Paige Scavo | Paige Scavo | Paige Scavo | Paige Scavo | Paige Scavo | Paige Scavo |  |  | Patrik Scavo (décédé) | Patrik Scavo (décédé) | Patrik Scavo (décédé) | Patrik Scavo (décédé) | Patrik Scavo (décédé) | Patrik Scavo (décédé) |
|  |  |  |  |  |  |                 |                 |                 |                 |                 |                 |                   |                   |                   |                   |                   |                   |               |               |               |               |             |             |             |             |                              |  |           |           |           |           |              |              |              |              |              |              |              |              |               |               |               |               |               |               |               |               |              |              |              |              |              |              |  |  |             |             |             |             |             |             |  |  |             |             |             |             |             |             |  |  |                       |                       |                       |                       |                       |                       |
|  |  |  |  |  |  |                 |                 |                 |                 |                 |                 |                   |                   |                   |                   |                   |                   |               |               |               |               |             |             |             |             | Sophie Lynette Scavo (fille) |  |           |           |           |           |              |              |              |              |              |              |              |              |               |               |               |               |               |               |               |               |              |              |              |              |              |              |  |  |             |             |             |             |             |             |  |  |             |             |             |             |             |             |  |  |                       |                       |                       |                       |                       |                       |